# Belén Santa‐Olalla
Belén Santa‐Olalla (Madrid, 1983) es una directora creativa española especializada en narrativas inmersivas, transmedia y artes escénicas. Ha desarrollado experiencias inmersivas y arquitecturas narrativas para proyectos como Juego de Tronos, además de desarrollar proyectos de innovación escénica de carácter independiente.

## Trayectoria
Licenciada en comunicación audiovisual por la Universidad Complutense de Madrid, completó sus estudios con BA First Honours in Media Practice and Theory en la Universidad de Sussex, en el Reino Unido. Des de 2003 trabaja en el campo del desarrollo narrativo como diseñadora narrativa y directora escénica. Ha dirigido, diseñado y/o producido proyectos en la intersección de las narrativas interactivas y las artes escénicas, entre los que destacan 19 Reinos, una experiencia transmedia desarrollada el 2014 para Canal+ en España para los fans del universo de Juego de Tronos; una adaptación transmedia el 2016 sobre El proceso de Kafka; 317_r o o m, una instalación sonora inmersiva para un solo espectador, presentada el 2023 en el Festival de Málaga y desarrollada junto a Fernando Broncano y Universo Vangelis (2023), un homenaje escénico al compositor griego Vangelis incorporando arte generado por Inteligencia Artificial.
Es fundadora y directora creativa de Stroke114, un estudio de narrativas inmersivas y propuestas escénicas donde junto con Rodrigo de la Calva, dirige y produce sus propios proyectos. También trabaja o ha trabajado para empresas como la Factoría Echegaray, una incubadora escénica de Málaga, o Conducttr, una empresa inglesa de software que aplica narrativas inmersivas al campo de las simulaciones de crisis.
Ha participado en festivales como SXSW (EE. UU.), Kosmopolis (CCCB, Barcelona), o el festival El Sol (Bilbao), entre otros, y ha colaborado como docente en programas de posgrado sobre narrativas inmersivas, transmedia storytelling y branded content tanto en España (Universidad Complutense, Universidad Carlos III de Madrid, Universitat Oberta de Catalunya...) como a nivel internacional (Universidad de Harvard, Universidad de Yale, Universidad de la Sabana, Escuela Internacional de Cine y Televisión de Cuba, Purchase College NYC, entre otras).

## Premios y reconocimientos
En 2021, formó parte como del equipo de Conducttr que recibió el Queen’s Award for Enterprise – Innovation, por su uso de las narrativas inmersivas aplicadas en un software de simulaciones de crisis.
En 2022 recibe junto a su socio Rodrigo de la Calva el premio de Digital Jove Down the rabbithole (Alicia en la Madriguera), a la innovación en su trayectoria artística.